# Querô, uma Reportagem Maldita
Querô, uma Reportagem Maldita é um romance brasileiro, escrito por Plínio Marcos e publicado em 1976. É um retrato e uma denúncia do que permeava as "quebradas" de Santos naquela época.
O autor colocou nas páginas do romance as personagens e histórias que "gritavam" para ser contadas: o menino Querô e sua trágica vida saltam do mundo para as páginas, e das páginas ganham o mundo novamente.
Ganhador do prêmio de melhor romance de 1976 pela Associação Paulista dos Críticos de Arte, Querô, uma Reportagem Maldita traz a história de um menino que poderia ser qualquer um dos milhares de menores que lutam pela sobrevivência nas ruas do Brasil. Com ferocidade nas palavras e violência na descrição, Plínio Marcos faz com que todos se apaixonem e odeiem ao mesmo tempo o garoto.

## Adaptação para o cinema
Em 1977 foi filmado Barra Pesada, baseado na história de Querô.
Muitos anos depois, a obra continuou atual e foi novamente filmada. Querô - O filme, foi lançado em 2007. O filme foi dirigido por Carlos Cortez e tem como ator principal Maxwell Nascimento, garoto sem experiência anterior como ator e morador da região próxima ao Mercado Municipal de Santos, que foi, juntamente com outros 40 garotos, capacitado pelas Oficinas Querô para atuar no segmento áudio-visual.